# Ligue pour la Cinquième Internationale
 (février 2018).

Logotype de la Ligue pour la Cinquième Internationale.

La Ligue pour la Cinquième Internationale (L5I) est un regroupement international d'organisations révolutionnaires trotskystes autour d'un programme et de perspectives commune.

## Histoire

### Formation
L5I a été fondée en tant que Mouvement pour une Internationale Communiste Révolutionnaire. Ses membres fondateurs  ont été les groupes Workers Power en Grande-Bretagne, le Groupe des Travailleurs Irlandais, le groupe Pouvoir Ouvrier en France, et le Gruppe Arbeitermacht (GAM) en Allemagne. Après un congrès en 1989, l'organisation a adopté un programme commun, le Manifeste Trotskiste, et une constitution centraliste démocratique, en vertu de laquelle chaque section nationale a accepté d'être lié par les décisions de l'organisation internationale dans son ensemble.

## Publications
La Ligue publie un journal trimestriel en langue anglaise intitulé la Cinquième Internationale. La majorité des auteurs semble appartenir au groupe Britannique, bien que d'autres sections publient des revues dans leurs propres langues. Revolutionärer Marxismus est le journal en langue allemande. La Ligue publiait anciennement un journal plus théorique, "la Révolution Permanente", étudiant l'utilisation des tactiques par les groupes communistes, les théories de l'impérialisme, et d'autres questions similaires. Cela a été suivi par "Internationale Trotskyste" qui, bien que toujours théorique, s'occupait également des événements actuels.

## Organisations membres[1]
- Arbeiter*innenstandpunkt — Autriche
- Pouvoir Ouvrier — Grande-Bretagne
- Gruppe Arbeitermacht — Allemagne
- Arbetarmakt — Suède
- Mouvement Socialiste Révolutionnaire — Pakistan

### Groupes anciennement membres
- Der Neue Kurs
- Groupe Ouvrier Communiste (Nouvelle-Zélande)